# Nyolckarú polipok
A   nyolckarú polipok (Octopodiformes) a fejlábúak (Cephalopoda) osztályába tartozó belsővázas fejlábúak (Coleoidea) alosztályának egy öregrendje.
Nyolc hosszú karjuk van, ezeken tapadókorongok találhatóak, melyek segítenek áldozatuk megfogásában. Ezekkel a tapadókorongokkal érzékelnek ízeket és ezekkel tapintanak. Amikor támadót észlelnek, beleolvadnak a környezetükbe. Ha ez nem sikerül, megtévesztés céljából tintát lövellnek ki magukból, vagy ködszerűen, vagy pedig sűrű tintaként, majd gyorsan elúsznak. Mivel testükben nincs váz, képesek ruganyosan változni. A polipoknak nagyon jó a tájékozódási képességük, és a kutatók intelligens állatoknak tartják őket. Legtöbbjük élettartama mindössze 1 év. Az óriáspolip, melynek leghosszabb a dokumentált élettartama, mindössze 4 évig él.

## Rendszerezés
Az öregrendbe az alábbi rendek, alrendek,  családok, nemek és fajok tartoznak

### Vampyromorphida
A Vampyromorphida rendbe 1 család tartozik
- Vámpírtintahal-félék (Vampyroteuthidae)
  - Vampyroteuthis Chun, 1903 – 1 faj 
    - Vámpírtintahal (Vampyroteuthis infernalis)

### Octopoda
- Pohlsepia – kihalt nem
- Proteroctopus – kihalt nem
- Palaeoctopus – kihalt nem

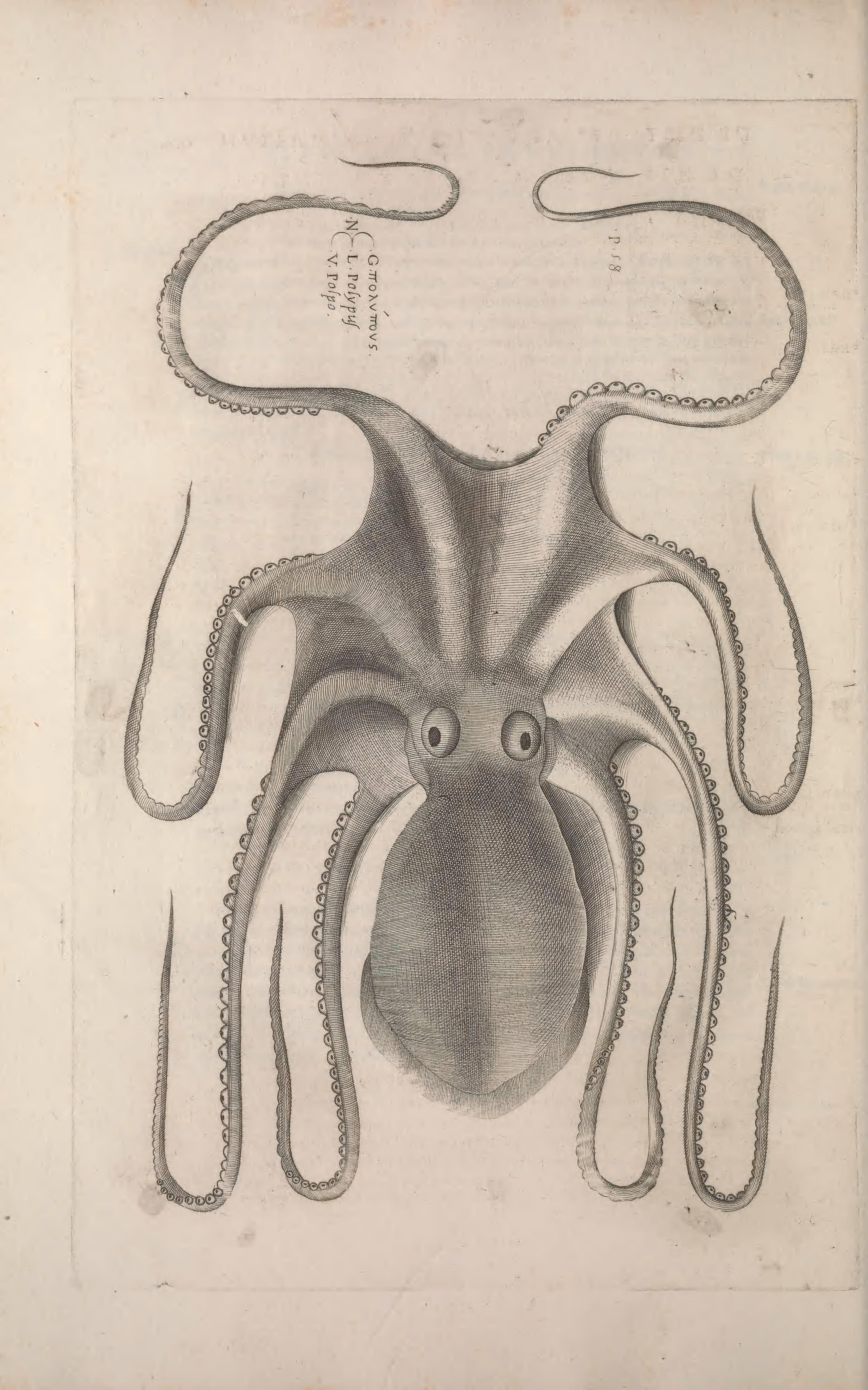
Nicolas Beatrizet illusztrációja az Aquatilium animalium historiae, liber primus : cum eorumdem formis, aere excusis című műben, 1554

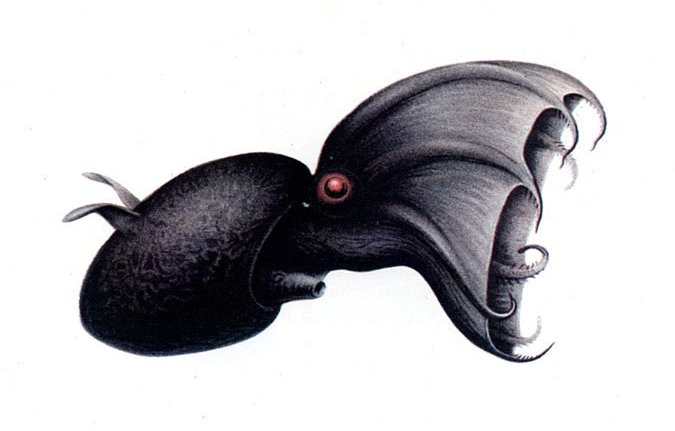
Vampyroteuthis infernalis

- Cirrina – alrendbe 3 család tartozik 
  - Opisthoteuthidae
  - Opisthoteuthidae
  - Stauroteuthidae

- Incirrina  alrendbe 8 család tartozik
  - Amphitretidae
  - Bolitaenidae
  - Octopodidae
  - Vitreledonellidae
  - Argonautoida öregcsalád
    - Alloposidae
    - Argonautidae
    - Ocythoidae
    - Tremoctopodidae